# Hadropogonichthys
Hadropogonichthys is een monotypisch geslacht van straalvinnige vissen uit de familie van de puitalen (Zoarcidae).

## Soort
- Hadropogonichthys lindbergi Fedorov, 1982